# Samuel P. Benson

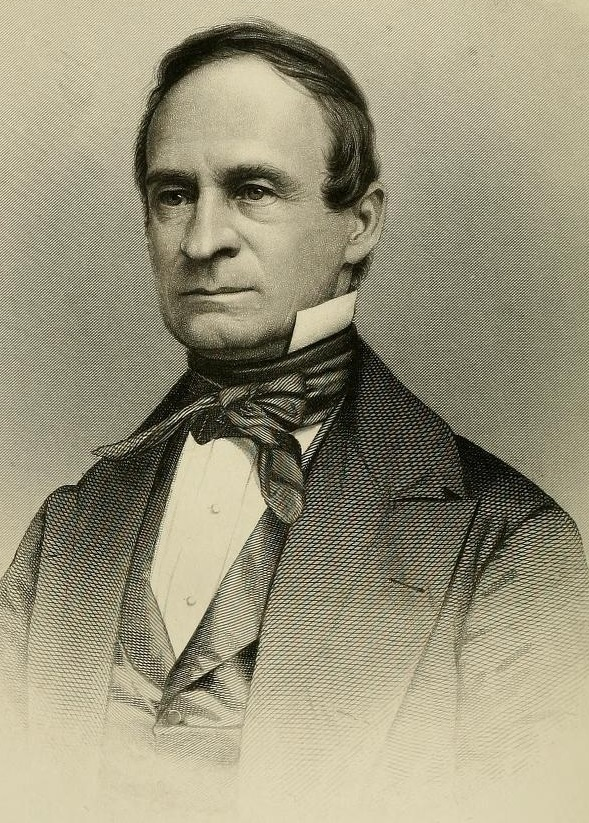
Samuel P. Benson

Samuel Page Benson (* 28. November 1804 in Winthrop, Kennebec County, Maine; † 12. August 1876 in Yarmouth, Maine) war ein US-amerikanischer Politiker. Zwischen 1853 und 1857 vertrat er den Bundesstaat Maine im US-Repräsentantenhaus.

## Werdegang
Samuel Benson wurde 1804 in Winthrop geboren, das damals noch zu Massachusetts gehörte und seit 1820 Teil des Staates Maine ist. Er genoss zeitweise eine private Erziehung und besuchte außerdem die Monmouth Academy. Danach studierte er bis 1825 am Bowdoin College in Brunswick. Nach einem anschließenden Jurastudium und seiner im Jahr 1828  erfolgten Zulassung als Rechtsanwalt begann er in Unity (Maine) in seinem neuen Beruf zu praktizieren. Danach kehrte er nach Winthrop zurück, wo er bis 1850 als Anwalt arbeitete. Außerdem stieg er in das Eisenbahngeschäft ein. Er war im Vorstand einer lokalen Eisenbahngesellschaft.
Benson begann neben seinen anderen Tätigkeiten auch eine politische Laufbahn und wurde Mitglied der Whig Party. In den Jahren 1833 und 1834 war er Abgeordneter im Repräsentantenhaus von Maine. Zwischen 1836 und 1837 gehörte er dem Staatssenat an. Von 1838 bis 1841 war er Secretary of State von Maine. Zwischen 1838 und 1876 saß er im Vorstand des Bowdoin College. Von 1844 bis 1848 war Benson auch Vorsitzender des Gemeinderats von Winthrop.
1852 wurde er im vierten Wahlbezirk von Maine in das US-Repräsentantenhaus in Washington, D.C. gewählt, wo er am 4. März 1853 die Nachfolge von Isaac Reed antrat. Nach einer Wiederwahl im Jahr 1854 konnte er bis zum 3. März 1857 zwei Legislaturperioden im Kongress absolvieren. Seit 1855 war er Vorsitzender des Ausschusses für maritime Angelegenheiten. Seine Zeit im Kongress war bestimmt von den heftigen Debatten um die Sklaverei im Vorfeld des Bürgerkrieges.
Im Jahr 1856 verzichtete Benson auf eine erneute Kandidatur. Er zog sich aus der Politik zurück und arbeitete wieder als Anwalt. Samuel Benson starb am 12. August 1876 in Yarmouth; er wurde in seinem Heimatort Winthrop beigesetzt.